# Metorchis conjunctus
Espèce
Synonymes
- Parametorchis noveboracensis (Hung, 1926)[1]
- Parametorchis intermedius (Price, 1929)[2]
- Parametorchis canadensis (Price, 1929)[2]
- Parametorchis manitobensis (Allen & Wardle, 1934)

Metorchis conjunctus, communément nommée douve du foie canadienne, est une espèce de trématodes de la famille des Opisthorchiidés. Ce parasite peut infecter les mammifères qui mangent du poisson cru en Amérique du Nord.